# Manolito Gafotas en ¡Mola ser jefe!
Manolito Gafotas en ¡Mola ser jefe! és una pel·lícula d'humor espanyola de 2001 dirigida per Joan Potau i basada en la sèrie de novel·les homònima escrites per Elvira Lindo. És la seqüela de la pel·lícula Manolito Gafotas (1999).

## Argument
Torna l'entranyable Manolito amb una altra de les seves aventures. En aquesta ocasió, el nen de Carabanchel (Alt) es troba en plenes vacances de Nadal i a punt de celebrar les festes amb la seva adorable família. La gran novetat és l'arribada d'oncle Nico des de les fredes terres d'Oslo, on treballa com a cambrer. A més, en Manolito està ocupat en la dificilíssima missió d'aconseguir un dels seus somnis més preuats: convertir-se en el líder de la seva colla... d'aquesta estupenda colla formada per en Yihad, la Susana Bragas Sucias, en Mostaza, l'Orejones...

## Repartiment
| Intèrpret           | Personatge         |
| ------------------- | ------------------ |
| María Barranco      | Cata               |
| El Gran Wyoming     | Manolo             |
| Doro Berenguer      | Manolito           |
| Vicente Haro        | Nicolás, l'avi     |
| Óscar Ladoire       | Tío Nico           |
| Marcela Walerstein  | Trudi              |
| Gracia Olayo        | Luisa              |
| José Luis Carrillo  | El Imbécil         |
| Rubén Carrillo      | El Imbécil         |
| David Carrillo      | El Imbécil         |
| María Lanau         | Mare de l'Orejones |
| Alfonso Vallejo     | Bernabé            |
| Isabel Alegre       | Sita Asunción      |
| Juan Olivares       | Germà d'en Yihad   |
| Lina Mira           | Mare d'en Mostaza  |
| Javier Gurruchaga   | Hipnotitzador      |
| Antonio de la Torre | Tomás              |
| Iván Perete         | Orejones           |
| Jorge Jiménez       | Yihad              |
| Sandra Alonso       | Susana             |
| Eduardo Pérez       | Paquito Medina     |
| Eduardo Estradé     | Mostaza            |
| Cervantes.          | Phlo-Ling          |
| Desirée García      | Vanessa            |
| Joana Castillo      | Jessica            |